# Ces Cotos
César Alejandro Rodríguez Cotos (Barquisimeto, Estado Lara, 7 de marzo de 2000), conocido como Cés Cotos, es un jugador de fútbol español nacido en Venezuela que juega como mediocentro para el Polvorín FC de la Segunda Federación y alterna participaciones con el CD Lugo de la Segunda División de España.

## Trayectoria
Nació en Barquisimeto, Venezuela y en 2010 ingresó en la cantera del Deportivo de La Coruña para jugar en categoría alevín, donde estaría hasta finalizar la etapa de juvenil en 2019, tras jugar en el equipo de Liga Nacional y en el División de Honor. 
En la temporada 2019-20 se comprometió con la Unión Deportiva Paiosaco para jugar en su el Grupo I de la Tercera División de España. La campaña siguiente firmó por el Ourense CF, en el mismo grupo de la Tercera División de España, donde jugaría durante temporada y media. 
El 22 de enero de 2022, firmó por el Olympiakos Volou de la Segunda Superliga de Grecia, por una temporada. El 30 de enero de 2022, en su debut con el conjunto griego, logró anotar un gol en el empate a uno frente al Apollon Larissa FC, donde jugaría 51 minutos de partido.
En la temporada 2022-23, regresa a España y firma por el Polvorín FC de la Segunda Federación.
El 23 de octubre de 2022, debuta con el CD Lugo de la Segunda División de España, en una victoria por dos goles a cero frente al Burgos CF.

## Clubes
| Club                     | País   | Año       |
| ------------------------ | ------ | --------- |
| Unión Deportiva Paiosaco | España | 2019-2020 |
| Ourense CF               | España | 2020-2022 |
| Olympiakos Volou         | Grecia | 2022      |
| Polvorín FC              | España | 2022-act. |
| CD Lugo                  | España | 2022-act. |